# Sean Anders
Sean Anders, född 19 juni 1969 i DeForest i Wisconsin, är en amerikansk filmregissör och manusförfattare. Han har bland annat regisserat och skrivit manus till filmer som Sex Drive, Horrible Bosses 2, Daddy's Home och dess uppföljare Daddy's Home 2, Instant Family, Spirited och That's My Boy. Han är äldre bror till skådespelerskan Andrea Anders.

## Filmografi (i urval)
| 2008 | Sex Drive              | Ja  | Ja  | Nej      |  |
| 2010 | Hot Tub Time Machine   | Nej | Ja  | Nej      |  |
| 2010 | I min vildaste fantasi | Nej | Ja  | Nej      |  |
| 2011 | Poppers pingviner      | Nej | Ja  | Nej      |  |
| 2012 | That's My Boy          | Ja  | Nej | Nej      |  |
| 2013 | Familjetrippen         | Nej | Ja  | Nej      |  |
| 2014 | Horrible Bosses 2      | Ja  | Ja  | Nej      |  |
| 2014 | Dum & dummare 2        | Nej | Ja  | Nej      |  |
| 2015 | Daddy's Home           | Ja  | Ja  | Exekutiv |  |
| 2017 | Daddy's Home 2         | Ja  | Ja  | Exekutiv |  |
| 2018 | Instant Family         | Ja  | Ja  | Ja       |  |
| 2019 | Countdown              | Nej | Nej | Ja       |  |
| 2022 | Spirited               | Ja  | Ja  | Ja       |  |